# Massimo Orlandi
Pour les articles homonymes, voir Orlandi.
Massimo Orlandi, né le 3 décembre 1998 à Bologne, est un coureur cycliste italien.

## Biographie
Né le 3 décembre 1998 à Bologne (Émilie-Romagne), Massimo Orlandi commence le cyclisme en 2010 à la Società Ciclistica San Lazzaro. Il rejoint ensuite la Società Ciclistica Ceretolese en 2013, puis la Società Sportiva Sancarlese en 2016, lors de sa dernière année chez les juniors.
En 2018, il est recruté par la Cycling Team Friuli ASD. Bon grimpeur, il se révèle au niveau continental en remportant une étape contre-la-montre de la Carpathian Couriers Race, disputée en côte. Il termine également septième du Grand Prix Kranj et du Grand Prix de Poggiana, ou encore neuvième du Tour de Roumanie.

## Palmarès
- 2015
  - 2e de la Coppa Pietro Linari
- 2016
  - 2e de la Coppa Valsenio
  - 3e de Brescia-Monte Magno
  - 3e du championnat d'Italie du contre-la-montre par équipes juniors
- 2018
  - 3e étape de la Carpathian Couriers Race (contre-la-montre)
  - Trofeo Giardino della Serenissima

## Classements mondiaux
| Année           | 2018   |
| --------------- | ------ |
| UCI Europe Tour | 1 274e |